# Occident au VIIIe siècle

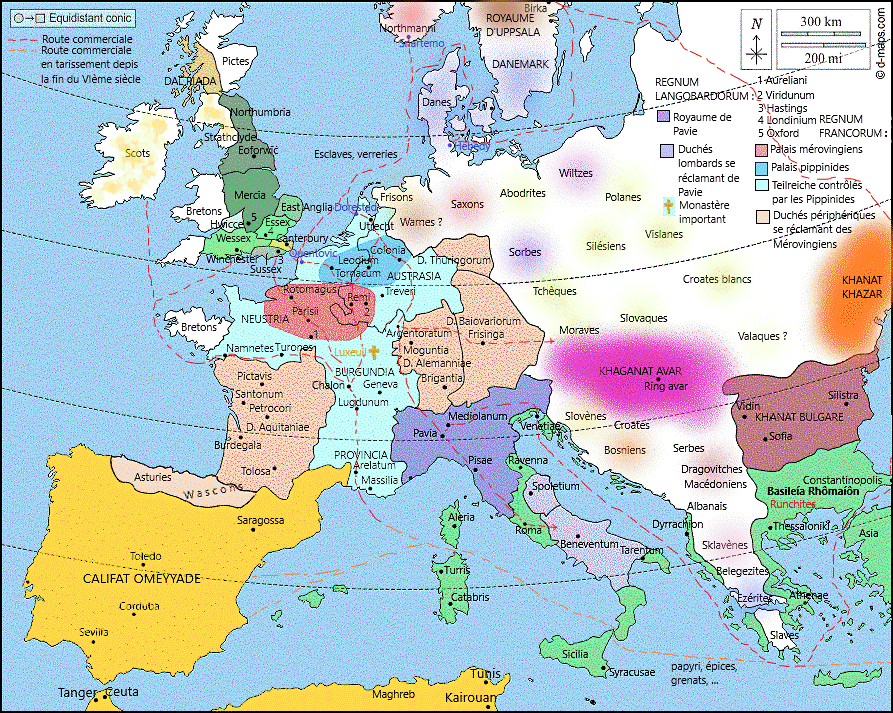
Europe occidentale et Royaume des Francs vers 720

Le VIIIe siècle en Occident fait suite au VIIe siècle, qui avait vu la mise en place de l'évangélisation massive des populations européennes.
Dans l'Empire Franc, le VIIIe siècle est marqué par l’avènement de la dynastie carolingienne et son expansion territoriale fulgurante, entre l'accession au pouvoir de Charles Martel (vers 715) jusqu'à la mort de Charlemagne (en 814).
C'est par cette dynastie que l'onction a été systématiquement introduite dans le sacre royal, manifestant un basculement dans la légitimité du pouvoir : de ce fait, le Roi tient son ministère de Dieu (par l’intermédiaire de l’Église). Il a pour vocation à ce titre d'être le bras armé de l’Église dans le monde, consacrant la « conception ministérielle de la royauté ».
Sur le plan territorial, l'Empire de Charlemagne permet d'intégrer définitivement dans l'espace européen l'espace germanique et son expansion missionnaire vers l'Est.
Au sud, ce siècle est marqué par l'expansion de l'islam, et le début de l'occupation musulmane dans Al-Andalus, qui fait sortir la péninsule ibérique de l'Occident chrétien.
Le mot Europe est employé en 732[pas clair], pour désigner l'espace chrétien non méditerranéen, lorsque Charles Martel le défend à la bataille de Poitiers.
Il est suivi par le IXe siècle, largement dominé par les invasions normandes.

## Situation politique

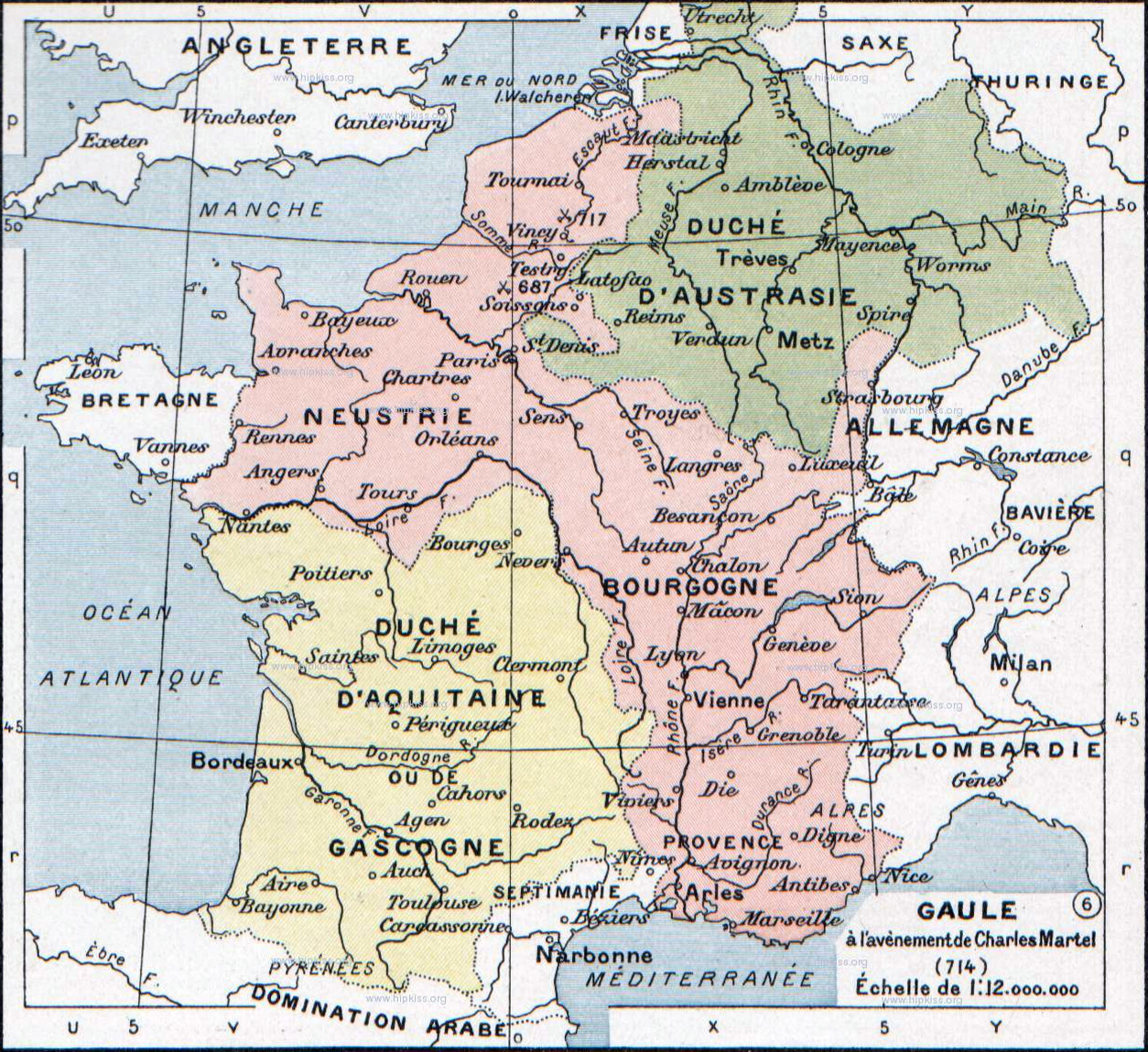
Gaule à l'avènement de Charles Martel en 714.

Expansion de l'Empire franc jusqu'à Charlemagne.

- Marche de Bretagne et Marche d'Espagne

- 711 : Débarquement de troupes arabo-musulmanes à Gibraltar, début de la conquête musulmane de la Péninsule Ibérique.
- 732 : Victoire de Charles Martel, maire du palais d'Austrasie, sur les arabo-musulmans d'Abd el Rahman à Poitiers.
- 751 : Pépin le Bref proclamé roi des Francs, début de la dynastie carolingienne.
- Charlemagne (742 - Aix-la-Chapelle, 814), roi des Francs (768 - 814) et empereur d'Occident (Sacre en 800).
- La Moravie résiste aux invasions des Avars avec l’aide de Charlemagne.
- Les Tchèques sont vassaux de Charlemagne à la fin du siècle.
- Guerres des Francs contre les Avars

Situation en Germanie : Alamans, Bavarii, Lombards, Avars, Slaves, Saxons
Au début du VIIIe siècle, Boniface de Mayence évangélise les Thuringes et les Bavarois, fonde les diocèses du sud de la Germanie. Il initie ainsi l'avance vers l'Est de l'Occident chrétien. Il encourage la résistance du pape aux ambitions de Pépin sur la Bavière.

### Expansion des Pipinides
L'ascension des Pippinides à la tête de l'Occident chrétien précède de plus d'un siècle le règne de Charlemagne.
Au VIIe siècle, le basculement à l'est des voies commerciales avait réactivé les régions riches en minerai de fer (qui était déjà exploité à l'origine de la puissance agricole et militaire des celtes). Ceci permet de bénéficier d'armes et protections en acier de bonne qualité augmentant leur supériorité militaire. L'outillage agraire s'en trouve amélioré et la productivité augmente.
Disposant de nombreux domaines dans cette région, les Pippinides en bénéficient directement, acquérant un avantage économique et militaire sur leurs voisins.
À la fin du VIIe siècle, Pépin de Herstal devient maire du palais de Neustrie en 688, puis d'Austrasie vers 688/690. Il dirige ainsi tout lepays franc, et prend le titre de « prince des Francs ».
Ses successeurs poursuivront cette expansion.
Son fils bâtard Charles Martel réduit ainsi les révoltés neustriens, puis assujettit les Frisons, les Alamans, les Bourguignons et les Provençaux.
Pour entretenir son imposante clientèle, il n'hésite pas à saisir et redistribuer les biens du clergé séculier, ce qui accroît encore sa puissance.
Il arrête l'expansion musulmane à Poitiers en 732, son fait d'armes le plus connu.
Durant son règne, Pépin le Bref chasse définitivement les arabes de la Septimanie, province au sud du royaume franc. Il reprend l'Aquitaine après une longue série de campagnes, de 761 à 768.
Il lutte continuellement pour asseoir son autorité aux frontières, notamment en Germanie, où depuis l'abdication de son frère Carloman en 747, il est confronté à l'opposition de son demi-frère, Griffon, fils naturel de Charles Martel qui s'est fait reconnaître duc de Bavière. Vaincu, ce dernier est fait duc du Maine par Pépin, qui lui confie la marche de Bretagne, spécialement créée pour lui.
Charlemagne succède à son père Pépin le Bref en 768. Il devient également par conquête roi des Lombards en 774.
Roi guerrier, il agrandit notablement son royaume par une série de campagnes militaires : intégration complète des duchés d'Aquitaine et de Bavière, soumet les Avars, annexe la Frise orientale, se rallie les Bretons. Il mène campagne contre les Saxons païens dont la soumission fut difficile et violente (772-804), mais aussi contre les Lombards en ItalieIl établit des « marches » à l'Est, le long de l'Elbe et de la Saale, barrant le passage aux tribus slaves des Sorabes et des Abodrites, et au Sud la Marche d'Espagne contre Al-Andalus.
Après son expédition de 787 en Italie, Charlemagne se proclame défenseur de la Terre Sainte.
À la suite de l'alliance abbassido-carolingienne contre le califat omeyyade du sud de l'Espagne, de nombreuses fondations franques sont faites à Jérusalem.
En 807, Haroun al-Rachid reconnaît les droits des francs sur les lieux saints.

### Destruction du royaume Wisigoth et de l'Aquitaine par les Omeyyades

La péninsule ibérique vers 711 - 714

En avril 711, un contingent d'environ 12 000 soldats, dont une large majorité de Berbères, commandés par l'un d'eux, le gouverneur de Tanger Tariq ibn Ziyad, prend pied en Hispanie sur le rocher auquel leur chef, Tariq ibn Ziyad, aurait laissé son nom (djebel Tariq), futur Gibraltar.
Il défait une première armée wisigothe commandée par un cousin du roi. Le roi Rodéric, alors confronté aux Francs et aux Basques au nord, dut rassembler une armée pour affronter ce nouveau péril. Cependant, au cours de la bataille de Guadalete le 19 juillet 711, les partisans d'Akhila préférèrent le trahir. C'est la chute brutale de l’Hispania wisigothe.
La conquête musulmane de la péninsule Ibérique se déroule rapidement entre 711 et 716, menée par une minorité maure. Rapidement, les musulmans prennent Séville, Ecija et enfin Cordoue, la capitale.
Ils tentent également de s'étendre en France, mais n’y parviennent pas. En 721, le duc Eudes bat le Califat omeyyade à la Bataille de Toulouse. Ils reviennent à la charge, et 732 voit initialement la défaite du duc d'Aquitaine et l'invasion de la Vasconie par l'émir Abd el Rahman. Il est finalement arrêté à la bataille de Poitiers par Charles Martel, qui en profite pour commencer la réunion de l’Aquitaine sous contrôle des Vascons au royaume franc. La Septimanie est reprise par Pépin le Bref en 759. L'Aquitaine est reprise ensuite après une longue série de campagnes, de 761 à 768.
Ils se replient dans la péninsule ibérique.

## Conception du pouvoir
Comme son père, Charles Martel n'est que le maire du palais mérovingien, autrement dit l'intendant principal du roi, une position malgré tout précaire et sans légitimité héréditaire.
C'est sous son fils et successeur que la situation évolue.
Carloman et Pépin sont les premiers dirigeants à prendre au sérieux les devoirs du prince défini par les évêques et exprimés par les miroirs des princes. C'est le début d'une « conception ministérielle de la royauté », le prince est d'abord au service d'une morale.
Pépin le Bref décide de restituer en précaire (precaria verbo regis)les terres confisquées par son père aux églises, et procède à un assainissement de l'Église franque sous le contrôle de l'évêque Boniface de Mayence, ce qui lui assure le soutien papal.
En 750, Pépin le Bref envoie une délégation franque auprès du pape Zacharie, pour lui demander s'il ne convenait pas que le titre royal appartînt plutôt à celui qui exerçait l'autorité suprême qu'à celui qui n'en possédait que l'apparence.
En 751 il reçoit une réponse favorable : «Il vaut mieux appeler roi celui qui a plutôt que celui qui n'a pas le pouvoir».
Quelques semaines plus tard, Childéric III est déposé en novembre 751, et Pépin se fait proclamer roi par une assemblée de grands.
Les carolingiens, s'inspirant des pratiques des Wisigoths, ont accompagné leur accession au pouvoir d'une onction royale, le sacre.
Pépin est sacré roi en 754, à Saint-Denis par le pape Étienne II, assurant sa légitimité dans l'ordre social chrétien.
Par le sacre, c'est la royauté elle-même, initialement profondément païenne, qui est baptisée définitivement. De ce fait, dans une société imprégnée de christianisme, la personne du Roi devenait sacrée : le Roi était le choix de Dieu pour gouverner son peuple, dont il était écrit « ne touchez pas à mon oint » (1 Ch 16:22). Mais, par le fait même, la royauté aceptait de tirer sa légitimité de l’Église : le Roi est un ministre de la Chrétienté au service de laquelle il doit donc se placer.
L'idée de la restauration de l'Empire romain (renovatio imperii) est elle-même, d'une certaine manière, une réalisation de la renaissance culturelle carolingienne, puisqu'elle est théorisée et soutenue par les lettrés de l'entourage royal. L'idée est activement soutenue par Rome qui y voit le moyen d'assurer définitivement sa sécurité. C'est à Noël 800 que le pape Léon III, secouru et sauvé quelques mois plus tôt par Charlemagne, le couronne finalement empereur. Plus qu'un titre, le couronnement symbolise l'aboutissement d'une forme d'unité et de stabilité à l'échelle européenne, permettant ainsi l'essor de la renaissance culturelle.

## Féodalité

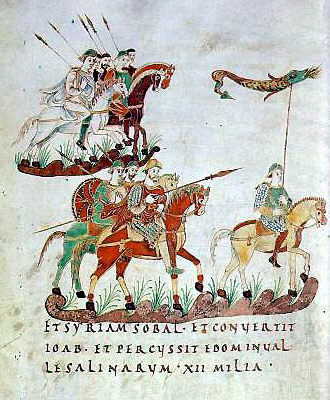
Cavalerie franque.

Les Pépinides héritent du système de relations personnelles germaniques, de la clientèle de la noblesse mérovingienne. Rapidement, pour être en mesure de rémunérer les fidélités, les maires du palais pratiquent le procédé du « chasement » : un vassal est doté d'un bénéfice, souvent les revenus d'un domaine, souvent ecclésiastique et doit subvenir à ses besoins, les siens et ceux de sa petite suite, sur ce domaine. En général, lorsqu'il s'agit d'un domaine ecclésiastique, le guerrier est placé sous la dépendance de l'abbé, mais cette fiction est permise par la mise en place vers le milieu du VIIIe siècle de la « précaire » : l'abbé confie au maire du palais pippinide le domaine, qui le rétrocède en précaire (precaria verba regis en latin) aux fidèles. Cette institution est mise en place à partir de 742.
Charlemagne réorganise les royaumes en vastes ensembles territoriaux, placés sous la tutelle des missi dominici (« envoyés du maître ») qui gèrent une circonscription territoriale le missacatus, constitué de plusieurs comtés, placés chacun d'entre eux sous la férule d'un fonctionnaire public, le comte, rémunéré par la remise temporaire de terres et/ou de revenus publics, le bénéfice, qui constitue sa rémunération.
Le comte est régulièrement contrôlé par le roi, qui délègue sur place des missi dominici, deux en général, un évêque et un comte de son entourage, qui contrôlent sa gestion, s'assurent que la part du roi est régulièrement versée.

## Évolution religieuse

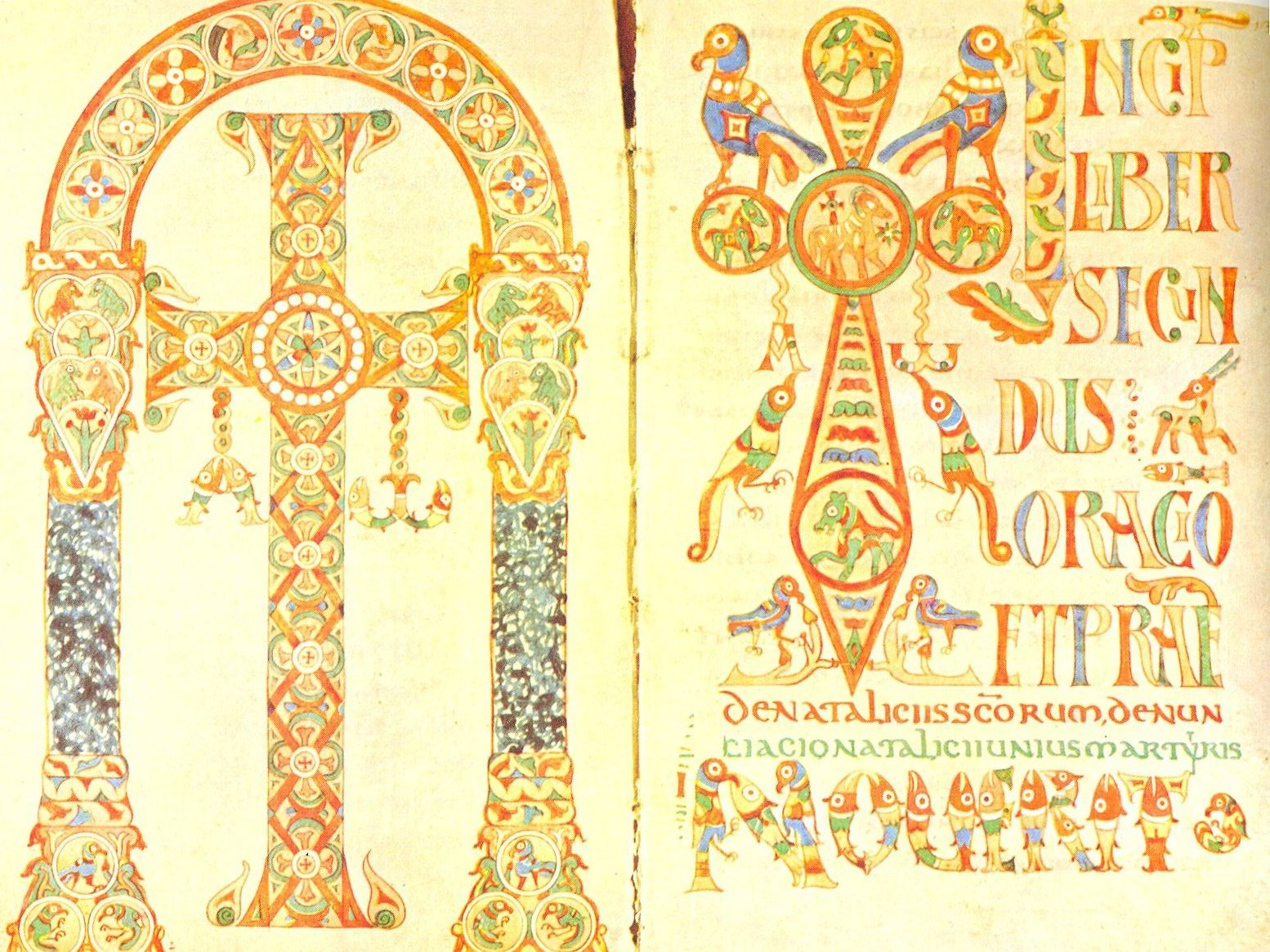
Sacramentarium Gelasianum. Frontispice et Incipit. France, milieu du VIIIe siècle, bibliothèque apostolique vaticane. Reg. Lat. 316. Folios 131v/132

En 711, Grégoire II prend la tête de l’Église. Il rencontre Boniface de Mayence à qui il donna mission de réorganiser l'Église en Allemagne et y évangéliser les païens. Cette entrée en scène de la Germanie ouvre un nouveau chapitre de l'histoire de l’Église : le monde chrétien ne se limite plus au monde méditerranéen de l'antiquité, mais peut s'étendre au-delà de l'Empire romain, vers le nord et l'est.
Avec l’œuvre de Boniface, la Chrétienté apparaît jusqu'à la fin du Moyen Âge comme avant tout missionnaire, soucieuse de s'étendre au-delà de la limite de l'Empire romain, fondant à travers de nouveaux évêchés de nouvelles églises locales égales en droit, et s'appuyant sur l’élan missionnaire des moines.
À partir de 742, de nombreux conciles luttent contre les superstitions (qui révèlent un paganisme encore endémique), la correction des abus du clergé, et la mise en place des métropoles ecclésiastique.
Charlemagne diminue les pouvoirs du clergé et se réserve de choisir lui-même les évêques. Il réforme la liturgie avec Alcuin et introduit la pratique de ce qui sera le chant grégorien.
Dès lors que Charlemagne se présente comme le « gardien de la foi », la fidélité au prince se confond avec la Chrétienté. Dans cet occident chrétien, le baptême est ainsi une initiation à la vie sociale autant qu'à la vie chrétienne.

## Structure sociale
- Rotation triennale en Gaule.